# Nebesni koordinatni sistem
Nebésni koordinatni sistem je sferni koordinatni sistem, ki ga uporabljamo v astronomiji za določanje lege nebesnih teles.
Uporabljajo se različni nebesni koordinatni sistemi, vsi pa uporabljajo preslikavo nebesnih teles na nebesno kroglo. Med seboj se razlikujejo samo po izbrani ravnini, ki razdeli nebesno kroglo na dva dela (dve polobli). Na nebesno kroglo preslikamo tudi koordinatni sistem, ki je podoben geografskemu koordinatnemu sistemu.
Nebesne koordinatne sisteme imenujemo po izbrani ravnini.
Uporabljajo se:
- Horizontni koordinatni sistem uporablja krajevno ravnino , ki je za opazovalca pravokotna na smer proti zenitu.
- Ekvatorski koordinatni sistem uporablja ravnino ekvatorja Zemlje
- Ekliptični koordinatni sistem uporablja ravnino ekliptike
- Galaktični koordinatni sistem uporablja ravnino naše Galaksije (Rimska cesta)
- Supergalaktični koordinatni sistem uporablja supergalaktično ravnino, ki je poravnana s porazdelitvijo bližnjih jat galaksij. Naša Galaksija je v središču.

Najpogosteje se uporabljajta horizontni in ekvatorski koordinatni sistem, ostali se redko uporabljajo. Koordinate v horizontnem koordinatnem sistemu so odvisne od zemljepisne širine in dolžine na kateri se nahaja opazovalec. Takšne vrste nebesnih koordinatnih sistemov imenujemo krajevni ali mestni koordinatni sistemi.
Uporabljata se dva ekvatorska koordinatna sistema:
- relativni ekvatorski koordinatni sistem (nekateri ga imenujejo tudi prvi ekvatorski koordiantni sistem). V tem sistemu so koordinate odvisne od lege opazovalca.
- absolutni ekvatorski koordinatni sistem (ali drugi ekvatorski sistem). V tem sistemu koordinate niso odvisne od lege opazovalca.

Efemeride se podajajo v ekvatorskem koordinatnem sistemu tako, da niso odvisne od kraja, kjer se opazovalec nahaja. Prav tako se ne menjajo zaradi navideznega vrtenja nebesne krogle.

## Pregled nebesnih koordinatnih sistemov
| Ime koordinatnega sistema | Referenčna ravnina      | Osnovna smer                                     | Središče            | Dolžina                 | Oznaka dolžine | Širina                 | Oznaka širine |
| ------------------------- | ----------------------- | ------------------------------------------------ | ------------------- | ----------------------- | -------------- | ---------------------- | ------------- |
| horizontni                | horizont                | poldnevnik opazovalca                            | stojišče opazovalca | azimut                  | Az, A          | altituda               | Alt, α        |
| ekvatorski                | ekvator                 | pomladišče                                       | središče Zemlje     | deklinacija             | δ, (Dec)       | rektascenzija          | α, (RA)       |
| ekliptični                | ekliptika               | pomladišče                                       | središče Zemlje     | longituda               | λ              | latituda               | β             |
| galaktični                | galaktična ravnina      | središče Rimske ceste                            | središče Sonca      | galaktična longituda    | l              | galaktična latituda    | b             |
| supergalaktični           | supergalaktična ravnina | presečišče supergalaktične in galaktične ravnine | Rimska cesta        | supergalaktična dolžina | SGL            | supergalaktična širina | SGB           |